# Литовський народний союз селян
Литовський народний союз селян (лит. Lietuvos valstiečių liaudininkų sąjunga) — литовська лівоцентристська партія, що існувала від 1922 до 1936 року. Її члени входили до складу Верховного комітету визволення Литви. Фактично відновлена 2002 року під назвою Союз зелених і селян.

## Історія
Партію було утворено у грудні 1922 року шляхом об'єднання членів Литовської партії соціалістів-народників демократів і Союзу селян Литви. Більшість її членів були селянами, втім активну участь у її діяльності брали й представники інтелігенції. Основними ідеологами партії були Казіс Грінюс, Альбінас Рімка, Вінцас Квеска, Міколас Сляжявічус, Юстінас Стаугайтіс.
Програми партії 1923, 1926 та 1933 років спирались на засади Литовської партії соціалістів-народників демократів і Союзу селян Литви, але з відмовою від соціалістичних ідей. Програма висловлювала тяжіння до принципів парламентського ладу, демократичної республіки, прав і свобод, водночас зберігаючи вимоги Союзу селян Литви щодо залишення поміщикам не більше 50 га землі, а також вимогу переходу всією землі поміщиків, які вступили на службу в армії інших держав, у відомство литовської держави й передачі такої землі на пільгових умовах у власність селян.
У II Сеймі (1923—1926) Литовський народний союз селян мав 16 представників з 78 місць. Вплив партії зріс, коли у червні 1924 року вона вийшла з коаліції з Християнсько-демократичною партією. 1926 року під час виборів до III Сейму ЛНСС виборов найбільше число голосів та провів до парламенту 22 депутати (з 85).